# Ernst al II-lea, Duce de Saxa-Gotha-Altenburg
Ernest al II-lea, Duce de Saxa-Gotha-Altenburg (30 ianuarie 1745 – 20 aprilie 1804), a fost al doilea fiu al Ducelui Frederic al III-lea de Saxa-Gotha-Altenburg și a soției acestuia, Luise Dorothea de Saxa-Meiningen. Decesul fratelui său mai mare, Frederic, în 1756 l-a transformat în moștenitorul ducatului de Saxa-Gotha-Altenburg.

## Biografie
Ducesa Luise Dorothea a fost intens preocupată de formarea fiilor ei, Ernest și August, și aceștia au fost educați de către un grup selectat de profesori. În perioada 1768-1769 ambii prinți au avut o călătorie educațională în Țările de Jos, Anglia și Franța, unde Ernest a întâlnit persoane importante din viața politică, a științei și a artelor.
În 1772 tatăl său a murit iar Ernest a moștenit ducatul de Saxa-Gotha-Altenburg. El a fost interesat de conducători liberali și luminați, versatili artistic și științific. A promovat în ducatul său un sistem educațional, teatru, colecții de artă și biblioteci, precum și științele naturale, ceea ce a plasat ducatul în topul ducatelor saxone. În mod particular, el era interesat de astronomie și fizică. A numit specialiști competenți în toate aceste domenii, cum ar fi mecanicul și ceasornicarul Johann Andreas Klindworth, căruia i-a acordat titlul de mecanicul curții.
Împreună cu astronomul Franz Xaver von Zach, a fondat Observatorul din Gotha (Sternwarte Gotha), care a devenit centrul european al astronomiei.

## Căsătorie
La Meiningen la 21 martie 1769, Ernest s-a căsătorit cu Prințesa Charlotte de Saxa-Meiningen (verișoara mamei sale). Cuplul a avut patru fii:
- Ernest (n. Gotha, 27 februarie 1770 – d. Gotha, 3 decembrie 1779).
- Emil Leopold August, Duce de Saxa-Gotha-Altenburg (n. Gotha, 23 noiembrie 1772 – d. Gotha, 27 mai 1822), cunoscut drept Augustus.
- Frederic al IV-lea, Duce de Saxa-Gotha-Altenburg (n. Gotha, 28 noiembrie 1774 – d. Gotha, 11 februarie 1825).
- Ludwig (n. Gotha, 21 octombrie 1777 – d. Gotha, 26 octombrie 1777).